# Lancair Evolution

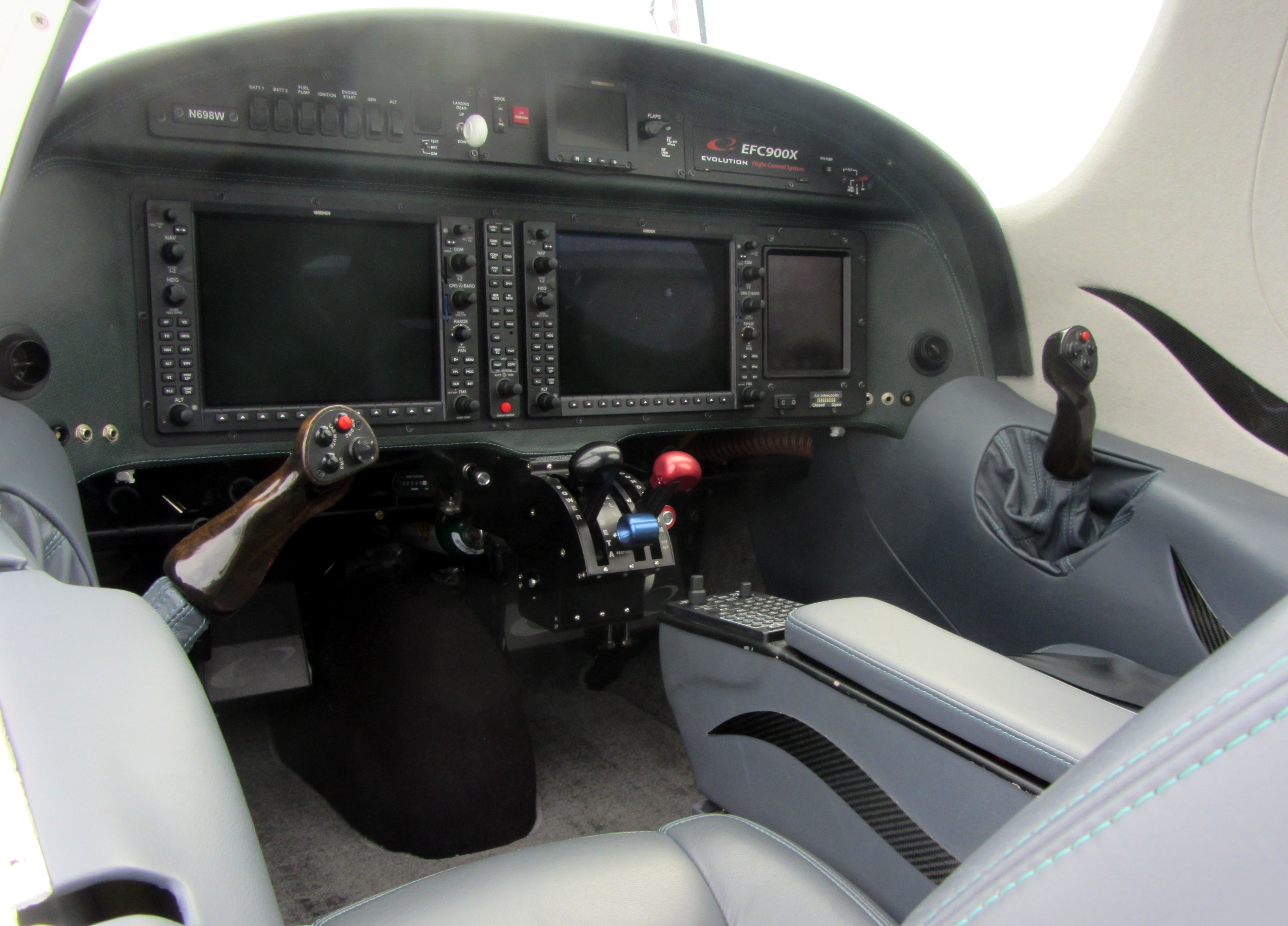
Cockpit

Die Lancair Evolution ist ein viersitziger Tiefdecker mit Druckkabine bestehend aus kohlenstofffaserverstärktem Kunststoff. Sie wurde von dem US-amerikanischen Unternehmen Lancair konstruiert und wird von Evolution Aircraft als Bausatz angeboten.
Die Evolution kann von einem Kolbenmotor vom Typ Lycoming TEO-540-A oder einem Pratt & Whitney PT6-135A-Turboprop-Triebwerk angetrieben werden.

## Entwicklung und Konstruktion
Die Evolution wurde mit dem Ziel konstruiert, eine Musterzulassung nach den US-amerikanischen Federal Aviation Regulations zu erhalten. Sie ist mit druckabsorbierenden Sitzen und einer Druckkabine für einen Druckunterschied von bis zu 0,45 bar ausgestattet. Somit kann der Druck in einer Höhe von 8.000 ft (2.438 m) bis zu ihrer Dienstgipfelhöhe von 28.000 ft (8.534 m) gehalten werden.
Die Turbopropversion wird von einem Pratt & Whitney PT6A-135A mit 750 PS (552 kW) angetrieben und erreicht eine Maximalgeschwindigkeit von 300 kn (556 km/h) in einer Höhe von 25.000 ft (7.620 m). Dabei verbraucht sie 148 Liter Jet A pro Stunde. Bei einer Reisegeschwindigkeit von 270 kn (500 km/h) auf einer Höhe von 28.000 ft (8.534 m) verbraucht das Triebwerk 87 Liter pro Stunde. Vollgetankt hat die Maschine eine Nutzlast von 380 Kilogramm. Die Stallgeschwindigkeit liegt bei 61 kn (113 km/h) bei ausgefahrenen Klappen.
Die kolbenmotorgetriebene Version wurde ursprünglich mit einem Lycoming TEO-540-A2A ausgestattet und erreicht eine Maximalgeschwindigkeit von 270 kn (500 km/h) bei einem Verbrauch von 83 Litern AvGas pro Stunde. Bei einer Reisegeschwindigkeit von 240 kn (444 km/h) liegt der Verbrauch bei 66 Litern pro Stunde. Die Nutzlast der Maschine bei vollen Tanks liegt bei 351 Kilogramm und die Stallgeschwindigkeit beträgt ebenfalls 61 kn (113 km/h) bei ausgefahrenen Klappen. Im April 2016 wurde eine neue kolbenmotorgetriebene Version vorgestellt, die von einem Lycoming iE2 mit 350 PS (257 kW) angetrieben wird.
Der erste Bausatz wurde am 22. Juli 2008 ausgeliefert und pro Monat waren zwei weitere geplant. Bis Dezember 2011 wurden ein kolbenmotorgetriebenes und fünfzehn Turbopropmodelle fertiggestellt und geflogen. Die Bauzeit für den Komplettbausatz beträgt etwa 1.000 Stunden.
Im April 2017 kündigte der Hersteller neue Turboproptriebwerke für die Evolution an. Die Turbopropversion kann seitdem mit einem Pratt & Whitney-PT6-Turboproptriebwerk mit 550 PS (405 kW), 750 PS (552 kW) oder 867 PS (638 kW) ausgerüstet werden. Letzteres erreicht eine maximale Reisegeschwindigkeit von 330 kn (611 km/h).

## Versionen
EVOP-350
Kolbenmotorgetrieben mit 350 PS (257 kW)
EVOT-550
Turboprop mit 550 PS (405 kW)
EVOT-750
Turboprop mit 750 PS (552 kW)
EVOT-850
Turboprop mit 867 PS (638 kW)

## Technische Daten
| Kenngröße                        | EVOP-350            | EVOT-550               | EVOT-750                 | EVOT-850                 |
| -------------------------------- | ------------------- | ---------------------- | ------------------------ | ------------------------ |
| Besatzung                        | 1                   | 1                      | 1                        | 1                        |
| Passagiere                       | 3                   | 3                      | 3                        | 3                        |
| Länge                            | 9,1 m               | 9,1 m                  | 9,1 m                    | 9,1 m                    |
| Spannweite                       | 11,3 m              | 11,3 m                 | 11,3 m                   | 11,3 m                   |
| Höhe                             | 3 m                 | 3 m                    | 3 m                      | 3 m                      |
| Flügelfläche                     | 12,3 m²             | 12,3 m²                | 12,3 m²                  | 12,3 m²                  |
| Leermasse                        | 1.202 kg            | 1.202 kg               | 1.202 kg                 | 1.211 kg                 |
| max. Startmasse                  | 2.064 kg            | 2.064 kg               | 2.064 kg                 | 2.064 kg                 |
| Ökonomische Reisegeschwindigkeit | 215 kn (398 km/h)   | 225 kn (417 km/h)      | 275 kn (509 km/h)        | 225 kn (417 km/h)        |
| Maximale Reisegeschwindigkeit    | 230 kn (426 km/h)   | 265 kn (491 km/h)      | 300 kn (556 km/h)        | 330 kn (611 km/h)        |
| Dienstgipfelhöhe                 | 24.000 ft (7.315 m) | 28.000 ft (8.534 m)    | 28.000 ft (8.534 m)      | 28.000 ft (8.534 m)      |
| max. Reichweite                  | 1.380 NM (2.556 km) | 1.350 NM (2.500 km)    | 1.173 NM (2.172 km)      | 1.287 NM (2.384 km)      |
| Triebwerk                        | YTEO-540-iE2        | Pratt & Whitney PT6-21 | Pratt & Whitney PT6-135A | Pratt & Whitney PT6-140A |
| Leistung                         | 350 PS (257 kW)     | 550 PS (405 kW)        | 750 PS (552 kW)          | 867 PS (638 kW)          |